# Empresa diseñadora de tipos

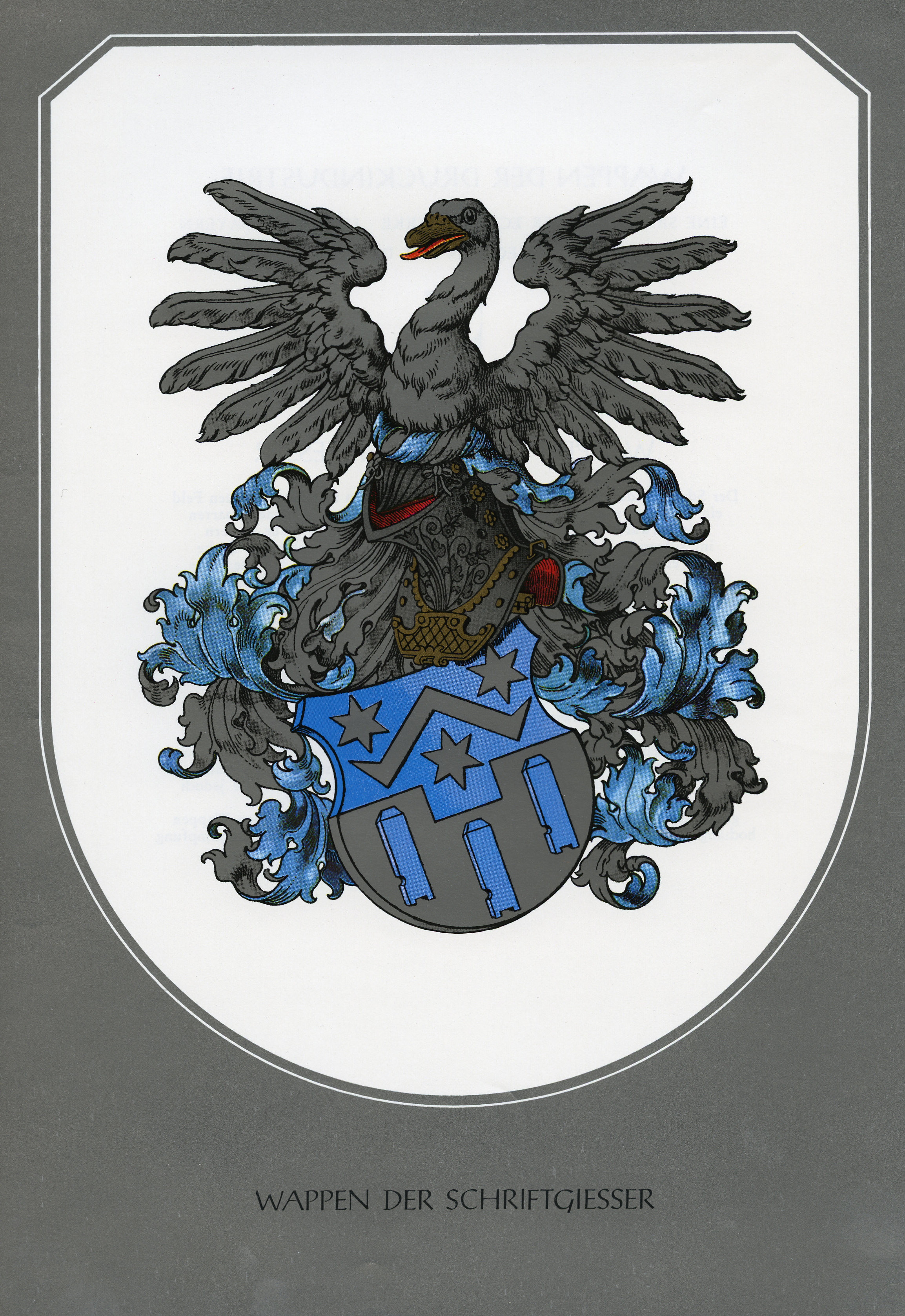
Armas del gremio alemán de diseñadores de tipos ("Schriftgießer" en alemán)

Una empresa diseñadora de tipos o Fundición de tipos (también conocida como type foundry por influencia anglosajona) es una empresa que produce o distribuye familias tipográficas (más conocidas como fuentes en el área de la informática). Originariamente, estas empresas producían y comercializaban tipos en metal y madera, así como matrices para máquinas de escribir, como por ejemplo Linotype y Monotype. Hoy en día, debido a la obsolescencia de estos procesos mecánicos, se recurre a los tipos de letra digitales, creadas por tipógrafos y diseñadores de tipografías, los cuales pueden ser independientes (freelancers) de la propia empresa diseñadora. Estas empresas, normalmente también crean tipos de letras por encargo o personalizados.

## Empresas
- Adobe Systems
- Ascender Corporation
- International Typeface Corporation (ITC)
- Linotype
- Monotype Corporation